# Universitat de l'Àsia Central

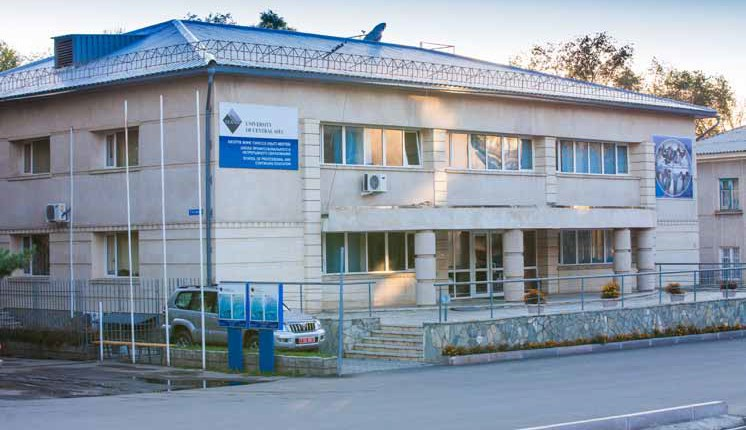
Campus de Tekeli

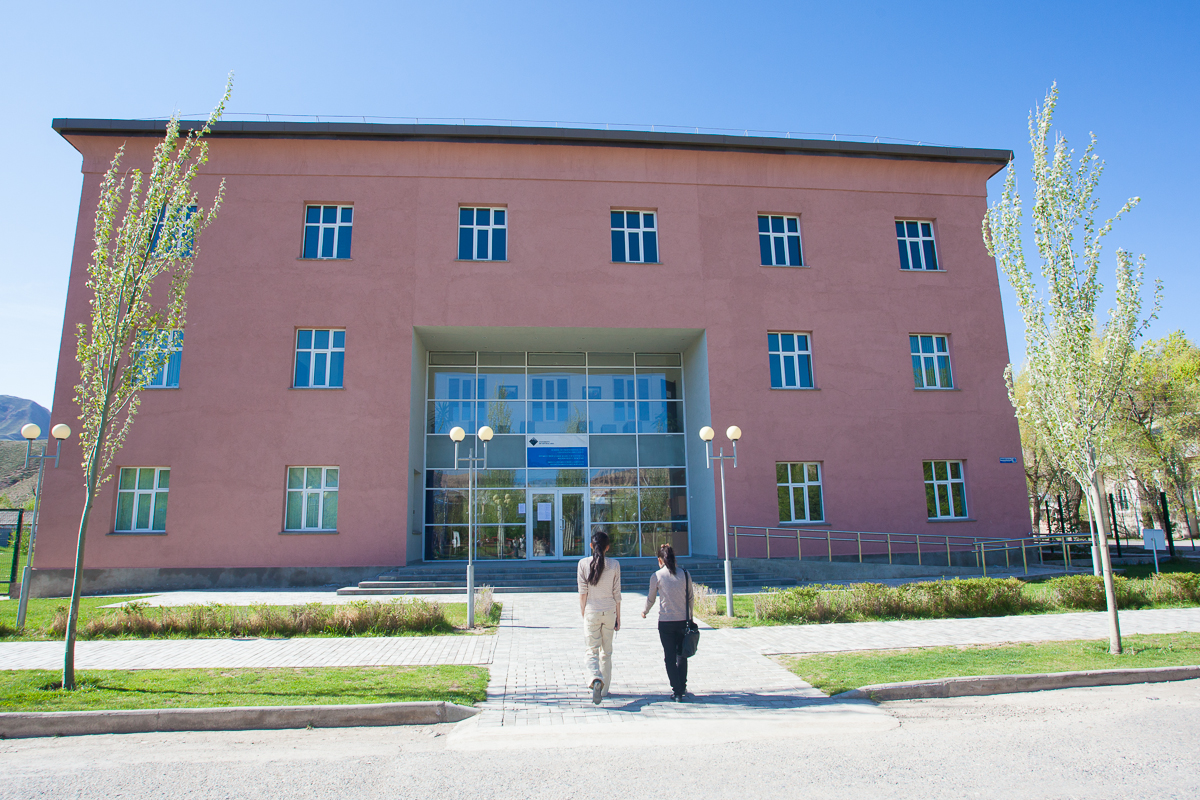
Campus de Narín

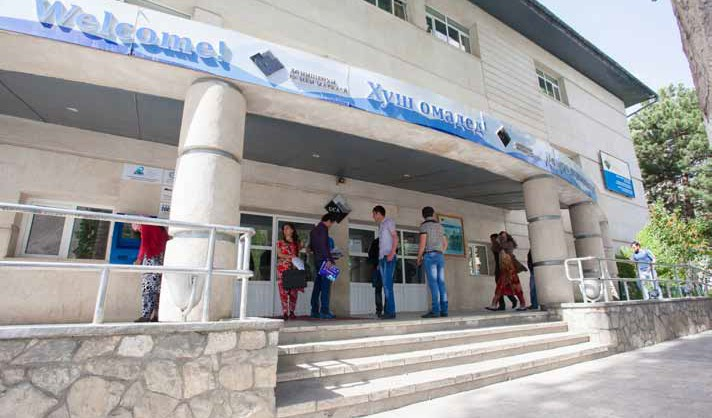
Campus de Khorog

La Universitat de l'Àsia Central (oficialment, en anglès, University of Central Asia, UCA) és una institució educativa superior de caràcter privat creada el 2000, sota els auspicis de la Xarxa Aga Khan per al Desenvolupament (Aga Khan Development Network, AKDN), per acord entre els governs del Kazakhstan, el Kirguizstan, el Tadjikistan i l'Aga Khan IV.

## Objectius
L'objectiu principal de la Universitat és col·laborar en el desenvolupament econòmic i social de la regió de l'Àsia central, en particular de les zones de muntanya. La seva intenció és incidir en la millora de les condicions de vida de les seves comunitats sense renunciar a la seva identitat cultural.

## Campus
La seva ubicació física està repartida entre els tres països, convertint-la en la primera universitat del món d'extensió internacional. El campus del Kazakhstan està situat a Tekeli, ciutat de la província d'Almati. El campus del Kirguizstan és a Narín, capital de la província del mateix nom. I el campus del Tadjikistan és a Khorog, capital de la regió autònoma de Gorno-Badakhxan. Hom considera que les instal·lacions poden atendre uns 3.000 estudiants en total.

## Estudis
Els estudis cursats als diferents campus s'estructuren en tres àmbits:
- L'Escola Superior del Desenvolupament. Inclou les especialitats de Comerç i desenvolupament econòmic, Administració pública, Desenvolupament rural, Turisme i lleure, Ciències de l'educació i Gestió del medi ambient i dels recursos naturals.
- La Facultat de Lletres i Ciències. Ofereix una llicenciatura en Arts liberals, amb un tronc comú interdisciplinari i opcions de ciències humanes, naturals o socials i gestió.
- La Divisió de Formació Professional Contínua. Amb programes per fomentar les oportunitats de desenvolupament professional a la regió: Desenvolupament i gestió d'empreses, Informàtica i noves tecnologies, Llengües aplicades, Gestió del sector públic i dels serveis socials i Ensenyaments Professionals.
Els estudis de primer i segon cicles s'imparteixen en anglès i, en canvi, els de formació professional en les llengües pròpies de la regió o en rus.

## Recerca
La UCA posa l'accent en la recerca orientada cap al desenvolupament regional tant pel que fa a la gestió dels recursos naturals com l'administració pública, l'educació, el 
desenvolupament rural o la cultura.